# Kiberbűnözés
A kiberbűnözés számítógépek és számítógépes rendszerek segítségével, vagy számítógépek és hálózatok kárára elkövetett bűncselekmények gyűjtőfogalma. Külön kategóriát képeznek azok a számítógéphez kapcsolódó bűncselekmények, amelyeket a törvény más tényállás alapján büntet (például pedofília). 

## Története
Az 1980-as, 90-es években a kiberbűnözés jószerivel kimerült a vírus-, illetve féreg- (worm) támadásokban. Ezek ugyan okoztak bizonyos károkat, de ezek viszonylag jelentéktelenek maradtak. A 21. század új kiberbűnözési formákat hozott. Megjelentek a rosszindulatú szoftverek (malware), gyökércsomagok (rootkits) és célzott támadások. A támadások ma már legtöbbször egyedi felhasználók ellen irányulnak, zömében bankok és bankszámlák ellen. A kiberbűnözés legelterjedtebb formája a számítógépes csalás (computer-based fraud)

## Felosztása
Fontos kvalifikációs szempont, hogy a számítógép milyen kapcsolatban van a bűnelkövetéssel:

### Számítógép segítségével elkövetett bűnözés
Ebbe a csoportba a jogalkotók általában a számítógép, számítástechnikai eszközök és az Internet felhasználásával elkövetett csalást és hamisítást sorolják.
- Számítástechnika eszközökkel elkövetett csalásnak minősül minden olyan szándékos vagyoni károkozás, amit számítógépes adatok felvitelével, megváltoztatásával, vagy törlésével okoztak.
- Számítástechnikával kapcsolatos csalás az olyan illetéktelen adatbevitellel, adatmódosítással, vagy adattörléssel létrehozott adatok felhasználása, aminek a célja, hogy valamilyen jogi eljárásban előnyhöz jusson a felhasználó.

### Számítógépre (számítógép-hálózatokra) irányuló bűnözés
A kiberbűnözésnek ebbe a csoportjába a számítógép, pontosabban a számítógépen tárolt adatok, azok megbízhatósága, sértetlensége és elérhetősége ellen irányuló támadások tartoznak: 
- Számítógéprendszerbe történő jogosulatlan belépés
- Számítógépek közötti adatcsere jogosulatlan lehallgatása. Ez a bűncselekmény megvalósulhat az adatok titkosításának megsértésével, de az üzeneteket továbbító elektromágneses hullámok elfogásával és lehallgatásával is.
- Informatikai rendszerben tárolt adatok megsértése. Ez lehet az adatok jogosulatlan törlése, megrongálása, szándékos megkárosítása, megváltoztatása, különös tekintettel a számviteli adatok tárolására és megőrzési idejére vonatkozó törvényekre.
- Számítástechnikai rendszerek megsértése. Ez megvalósulhat nem csak a rendszer szándékos tönkretételével, hanem a számítógépbe vagy számítástechnikai rendszerbe annak működését zavaró vagy tönkretevő adatok, programok (vírusok, férgek stb.) bevitelével is.

### Számítógéphez kapcsolódó bűnözés (incidental)
Ebbe a kategóriába tartoznak azok a bűncselekmények, amelyeket a számítógép és az Internet megjelenése előtt is büntetett a jog. A két legismertebb ilyen bűncselekmény:
- A gyermekpornográfiával kapcsolatos bűncselekmények (pedofília)
- A szerzői vagy szomszédos jogok megsértésével kapcsolatos bűncselekmények.

### Számítógép-rendszerekbe történő engedély nélküli behatolás
Az Internet elterjedésével kialakult világhálózatban egyaránt összekapcsolódnak a magánhasználatban lévő számítógépek, az üzleti szféra gépei, valamint a hivatalok, az államhatalom gépei. Ezzel együtt megjelent a számítógép rendszerekbe történő engedély nélküli behatolás (computer trespass) bűncselekménye is. Ez a forma az Internet korában egyszerre érinti egyes államok jogrendszerét és a nemzetközi jogot is. Abban az esetben, ha a behatoló és a megtámadott ugyanazon állam fennhatósága alá tartozik, a jogszolgáltatás nemzeti kereteken belül marad. De ha a két fél lakóhelye, székhelye különböző országokban van, amelyek ráadásul legtöbbször nem rendelkeznek közös határral, a nemzetközi jog és nemzetközi szerződések vonatkoznak rá. Az engedély nélküli behatolást a legtöbb országban bűncselekménynek minősítik.

## A Számítástechnikai bűnözésről szóló egyezmény
Az Európa Tanács 2001. november 23-án Budapesten fogadta el a Számítástechnikai bűnözésről szóló egyezményt. Az egyezmény 2004. július 1-jén lépett életbe, miután az Európa Tanács 5 tagállama – köztük hazánk – ratifikálta azt. 2011. október 1-ig az Európa Tanács 31 tagja és az Egyesült Államok ratifikálta az egyezményt.
Az egyezmény védeni kívánja a számítástechnikai rendszerek, hálózatok, adatok hozzáférhetőségének sérthetetlenségét, az ilyen rendszerek titkosságát; biztosítani a rendszerek, hálózatok, adatok visszaélésszerű használatának megelőzését. Az egyezmény bűncselekménnyé nyilvánítja az ilyen eseteket. Továbbá, meghatározza a kiberbűnözés elleni hatékony fellépést lehetővé tevő felderítést, nyomozást és üldözést nemzeti és nemzetközi szinten biztosító jogköröket és rendelkezéseket.